# Јадртовац
Јадртовац је насељено мјесто у Далмацији. Припада граду Шибенику, у Шибенско-книнској жупанији, Република Хрватска.

## Географија
Јадртовац се налази око 10 км југоисточно од Шибеника.

## Становништво
Према попису становништва из 2011. године, насеље Јадртовац је имало 171 становника.
| Демографија | Демографија | Демографија |
| Година      | Становника  | Становника  |
| ----------- | ----------- | ----------- |
| 1971.       | 386         |             |
| 1981.       | 359         |             |
| 1991.       | 444         |             |
| 2001.       | 202         |             |
| 2011.       |             | 171         |

## Попис1991.
На попису становништва 1991. године, насељено место Јадртовац је имало 444 становника, следећег националног састава:
| Попис 1991.‍  | Попис 1991.‍  | Попис 1991.‍ | Попис 1991.‍ | Попис 1991.‍ |
| ------------ | ------------ | ----------- | ----------- | ----------- |
|              |              |             |             |             |
| Хрвати       | Хрвати       |             | 408         | 91,89%      |
| Срби         | Срби         |             | 12          | 2,70%       |
| Руси         | Руси         |             | 2           | 0,45%       |
| Македонци    | Македонци    |             | 1           | 0,22%       |
| Немци        | Немци        |             | 1           | 0,22%       |
| Црногорци    | Црногорци    |             | 1           | 0,22%       |
| неопредељени | неопредељени |             | 10          | 2,25%       |
| регион. опр. | регион. опр. |             | 1           | 0,22%       |
| непознато    | непознато    |             | 8           | 1,80%       |
| укупно: 444  |              |             |             |             |